# Roccia effusiva

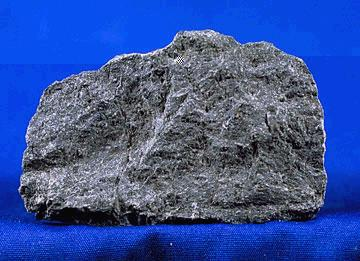
Campione di basalto.

Una roccia ignea effusiva o vulcanica è una roccia magmatica prodotta dalla solidificazione di una lava sulla superficie terrestre, in ambiente subaereo o subacqueo
Talvolta per questo tipo di rocce viene usato il termine estrusive dal corrispondente termine in lingua inglese extrusive.

## Descrizione

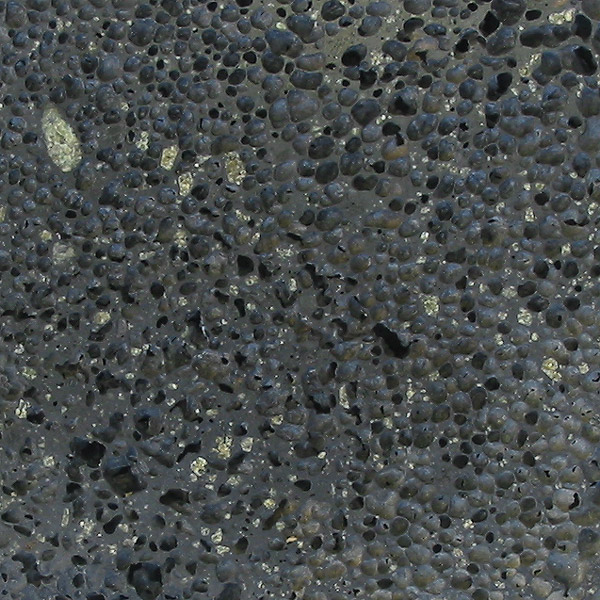
Basalto vescicolare con evidenti fenocristalli di olivina verdi-giallastri.

Le rocce effusive sono rocce magmatiche che si formano sulla superficie terrestre in seguito alla parziale fusione di rocce del mantello e della crosta terrestre.
Quando la massa magmatica spinta dalla pressione dei gas in essa disciolti e dalla minore densità trova una via di risalita ed arriva sulla superficie terrestre, sfruttando fratture nella crosta o contribuendo a formarne di nuove, si raffredda velocemente, solidificando all'aria aperta o nell'acqua dei mari.
Quando raggiunge la superficie, in seguito a eruzioni aeree o sottomarine, il magma rilascia il gas e si trasforma in lava. La temperatura passa da 1000 -1500 °C a quella presente nell'ambiente o sul fondale marino, la pressione scende in brevissimo tempo da valori molto alti a quella atmosferica o quella idrostatica sul fondale marino, gas e vapori si disperdono nell'aria. In queste condizioni solo una piccola parte della massa magmatica si solidifica trasformandosi in cristalli di dimensioni apprezzabili ad occhio nudo, detti fenocristalli, inglobati entro il resto della lava solidificata velocemente come roccia amorfa, vitrea o microcristallina.
A causa della rapida cristallizzazione, le rocce effusive sono caratterizzate da una grana molto fine, e sono di più difficile classificazione rispetto alle rocce intrusive. A occhio nudo è possibile una classificazione approssimativa, mentre per determinarne l'esatta tipologia è necessaria un'analisi microscopica approfondita di sezioni sottili di roccia.
Un esempio di roccia avente una struttura completamente amorfa è l'ossidiana, un vetro vulcanico solitamente di colore nero.
Una tipica roccia di natura microcristallina è il basalto.
Se il magma contiene abbondanti componenti volatili, questi vengono in gran parte rilasciati come gas liberi parzialmente nell'atmosfera e parzialmente intrappolati, almeno inizialmente in bolle e vescicole entro la massa magmatica in raffreddamento, dando origine a pomici, scorie vulcaniche e basalti vescicolari.

## Rocce sialiche e femiche
Come per le rocce intrusive anche per le rocce effusive esiste una classificazione che vede da una parte le rocce effusive sialiche, ossia ricche di SiO2 (silice), in una percentuale intorno al 65% e dall'altra le rocce effusive femiche con un contenuto più basso di SiO2 (tra il 42% e il 55%).
Le rocce sialiche sono dette anche acide, mentre quelle femiche sono dette basiche. Le più diffuse sono quelle effusive basiche e, in particolare, è molto diffuso il basalto (usato nelle massicciate delle ferrovie italiane).

## Tipi di rocce effusive
- Agpaite
- Andesite
- Basalto
- Basanite
- Boninite
- Carbonatite
- Dacite
- Domite
- Fonolite
- Hawaiite
- Icelandite
- Ignimbrite
- Kamafugiti (serie delle)
- Kimberlite
- Komatiite
- Latite
- Meimechite
- Nefelinite
- Ossidiana
- Picrite
- Pomice
- Porfido
- Riolite
- Rocce a melilite
- Rocce leucitiche
- Rocce vulcaniche ad alto contenuto di magnesio
- Shoshonite
- Tefrite
- Trachite

## Distribuzione delle rocce effusive in Italia

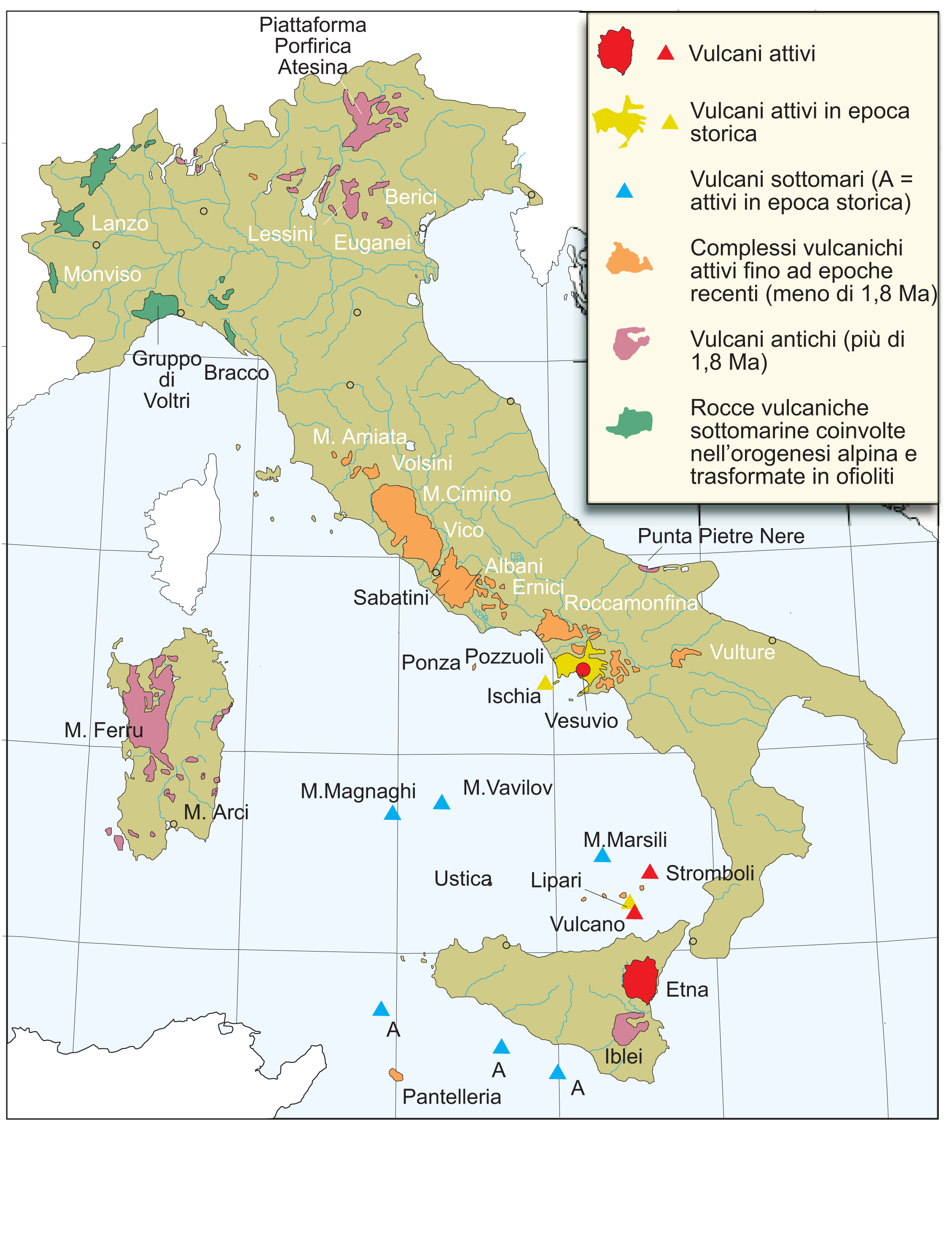
Distribuzione delle rocce vulcaniche e degli edifici vulcanici in Italia